# Schwere Jungs (2002)
Schwere Jungs ist ein komödiantisches Filmdrama von Regisseur Bruce McCulloch, das im Jahr 2002 in den USA gedreht wurde.

## Handlung
John Plummer wohnt mit seiner Freundin Elaine zusammen. Sie haben 30.000 US-Dollar als Anzahlung für einen Hauskauf gespart. Doch dann erfährt John, dass seine Nichte Noreen einen Studienplatz in Harvard erhalten hat. Vor Jahren hatte ihr leichtfertig versprochen, ihr Studium zu finanzieren, wenn sie sich anstrengen würde, einen Studienplatz zu erhalten. Da er sich nicht traut, seiner Freundin zu erzählen, dass er das für den Hauskauf vorgesehene Geld für das Studium seiner Nichte benötigt und seine Freundin ohne sein Wissen bereits ein Gebot auf ihr Traumhaus abgegeben hat, versucht er das Geld zusammen mit seinem Freund Duff auf anderen Wegen zu beschaffen.
Bei einem Einbruchsversuch wird er vom Hausbesitzer Emmett Cook entdeckt und von diesem genötigt, nicht nur in Frauenkleider, sondern zudem in die Rolle dessen verstorbener Frau zu schlüpfen. Duff fädelt mit einem befreundeten Supermarktbetreiber einen gestellten Überfall ein, um die Lotteriegelder sowie deren Versicherungssumme zu kassieren. Einzig der diensthabende Angestellte ist nicht eingeweiht und schlägt John und Duff mit einem Gewehr in die Flucht. So misslingt auch der Überfall auf den Supermarkt fehl, dafür werden die beiden nun von dem ermittelnden Detective Charles belästigt. Daraufhin beschließt John sich an seinen ehemaligen Klassenkameraden David Loach zu wenden, der mittlerweile als Kleinganove tätig ist, um gemeinsam die benötigte Summe aufzutreiben. So wird aus John beinahe unwissentlich der Fluchtwagenfahrer eines von David Loach ausgeführten Banküberfalls. Da Detective Charles jedoch keine belastenden Beweise gegen John und Duff vorlegen kann, bleiben die beiden weiterhin auf freiem Fuß.
Elaine befürchtet inzwischen aufgrund Johns häufiger Abwesenheiten, dass er ein Verhältnis mit einer anderen Frau habe. Als John ihr daraufhin seinen finanziellen Engpass eingesteht, entschließen sie zusammen mit Duff einen Überfall auf das Geschäft ihres Vaters, Johns Arbeitgebers, durchzuführen. Zwar finden sie die in den Geschäftsräumen versteckten 50.000 US-Dollar, doch sie werden von der Polizei gestellt, bevor sie mit der Beute flüchten können.
Während John im Verhör keine Aussage tätigt, stellt Duff ihn als den Drahtzieher des Einbruchs dar und kommt dadurch frei. John wird hingegen vor Gericht gestellt, wo er erneut auf Emmett Cook trifft, der als Richter den Vorsitz bei Johns Verfahren hat. John signalisiert Cook, das in der gemeinsamen Nacht aufgenommene Foto befinde sich in seinem Besitz, woraufhin Cook ihn aufgrund mangelnder Beweislage freispricht.
John erhält von seinem Freund Duff einen Briefumschlag mit 1.000 US-Dollar. Dieses Geld trägt er zur Pferderennbahn, um es – wie von Duff empfohlen – bei einer Wette mit einer Quote von 30:1 auf einen Außenseiter zu setzen. Seiner Intuition folgend, gewinnt er das Geld für das Studium seiner Nichte bei diesem Pferderennen.
Daraufhin heiraten John und Elaine, kaufen sich ihr Traumhaus und Noreen beginnt ihr Harvard-Studium.

## Hintergrund
Der Film wurde in Los Angeles gedreht. Die Dreharbeiten begannen am 15. April 2001 und endeten im Juli 2001. Das ihm zur Verfügung stehende Budget wurde auf rund 25 Millionen US-Dollar geschätzt. Am 13. September 2002 feierte der Film mit seinem Kinostart in den USA seine Filmpremiere. In den deutschen Kinos lief er am 13. Februar 2003 an. Am Eröffnungswochenende wurden in den USA über 6 Millionen US-Dollar eingespielt, insgesamt konnten in den USA fast 14 Millionen US-Dollar eingenommen werden.
Als Filmtitel war vor der Veröffentlichung des Films u. a. der Name „Stealing Stanford“ im Gespräch. Die Stanford University untersagte jedoch die Verwendung dieses Namens. Auch bei der Besetzung mussten Zugeständnisse gemacht werden, so dass die ursprünglich geplante Besetzung von Owen Wilson für die Rolle des Duff mit Tom Green umbesetzt werden musste.
Obwohl der Film des kanadischen Regisseurs Bruce McCulloch in den USA gedreht wurde, sind einige typisch kanadische Gegenstände zu sehen, darunter Moosehead Bier sowie eine Tasche der kanadischen Fluglinie Canada 3000.
Der Regisseur Bruce McCulloch ist mit einem Cameo-Auftritt als Anwalt von John gegen Ende des Films zu sehen.

## Kritik
Scott Foundas vom Magazin Variety schreibt, der Film sei „entsetzlich flach und unglaublich künstlich. Nur masochistische Zuschauer finden daran gefallen.“
Die Redaktion von Cinema urteilt: „Was zunächst wie eine komödiantische Chaosfahrt mit generöser Absicht anmutet, mutiert zu einer mit gängigen Kalauerverbrechen wie Typen in Frauenkleidern und notgeilen Hunden gespickten, pseudo-moralischen Deppentour. Einzig der gewöhnungsbedürftige Gassenhumor von MTV-Brachialkomiker Tom Green lässt den Zuschauer das eine oder andere Mal verlegen schmunzeln.“
Die Redaktion von TV Spielfilm resümiert, es wurden „bizarr überzeichnete Figuren und Spackenhumor der untersten Kategorie“ serviert. „Nach einer Weile löst das selten dämliche Treiben nur noch ungläubiges Staunen aus.“ „Lieblos zusammengeschmetterter Unsinn“.

## Nominierungen und Auszeichnungen
Tom Green war 2003 mit diesem Film als schlechtester Nebendarsteller für die Goldene Himbeere nominiert.